# Seeschlacht bei Negapatam (1746)
Negapatam – Madras – Adyar – Cuddalore – Pondicherry
Die Seeschlacht bei Negapatam (englisch: Battle of Negapatam oder auch Action of 6 July 1746, französisch: Bataille de Négapatam) war eine Schlacht zwischen britischen Kriegsschiffen und bewaffneten französischen Handelsschiffen am 25. Junijul. / 6. Juli 1746greg. vor dem südindischen Negapatam, während des Österreichischen Erbfolgekrieges.

## Vorgeschichte
Mit Beginn des Österreichischen Erbfolgekrieges in Europa, kam es auch zu Kampfhandlungen in den europäischen Kolonien der beteiligten Staaten. Da sich die meisten Kämpfe in Indien in der Region Karnatik ereigneten, worunter man während der Kolonialzeit das Gebiet zwischen den Ostghats und der Koromandelküste im Norden des heutigen indischen Bundesstaats Tamil Nadu verstand, wird dieser Konflikt auch als Erster Karnatischer Krieg bezeichnet.
1744 hatte die britische Marine mit der East Indies Station ein permanentes Kommando für die indischen Gewässer eingerichtet. Erster Commander-in-Chief dieser Station war Commodore Curtis Barnet, welcher am 2. Maijul. / 13. Mai 1746greg. im Fort St. David in Cuddalore verstarb. Sein Nachfolger wurde Commodore Edward Peyton.

## Schlacht
Das britische Geschwader unter Payton kreuzte von Cuddalore kommend vor Negapatam, als am 25. Junijul. / 6. Juli 1746greg. der französische Verband, unter Bertrand François Mahé de La Bourdonnais, in Sicht kam. Der französische Flottenkommandant war sich im Klaren darüber, dass seine neun bewaffneten Handelsschiffe den sechs regulären britischen Kriegsschiffen in Hinsicht auf Feuerkraft und Ausbildung der Besatzung unterlegen waren und er nur über den Vorteil einer höheren Mannstärke verfügte.
Commodore Peyton erkannte wahrscheinlich die Absicht von Mahé de La Bourdonnais, seine Schiffe im Nahkampf zu entern, so dass er in den ersten Stunden des Tages bei nur wenig Wind und innehaben der Luvstellung abstand zum französischen Verband hielt. Erst gegen 16 Uhr begannen beide Verbände sich zu beschießen und selbst dies mit solch einer Entfernung, dass auf beiden Seiten kaum ernsthafte Schäden angerichtet wurden. Bei Einsetzen der Dämmerung hörte auch dieser Beschuss auf.
Die Briten hatten am Ende des Tages 14 Tote und 46 Verwundete zu beklagen, und die Medway Prize war von allen britischen Schiffen am schwersten beschädigt. Auf der anderen Seite hatten die Franzosen 27 Tote und 53 Verwundete erlitten, und die Insulaire wurde auf Grund der erlittenen Schäden zur Reparatur entlassen.

## Nachgang
Nach der Schlacht wurde Peyton von Seiten der Britischen Ostindien-Kompanie dafür kritisiert, sich nicht näher an den französischen Verband herangewagt zu haben, um seine höhere Feuerkraft und besser ausgebildeten Besatzungen auszunutzen. Anschließend wurde er durch Commodore Thomas Griffin ersetzt, welcher ihn unter Arrest stellte und nach Großbritannien schickte. Eine Anklage wegen Pflichtverletzungen erfolgte aber nicht.

## Schlachtordnung

### Großbritannien
| Schiff       | Kanonen | Kommandant         | Verluste | Verluste  | Verluste  | Anmerkungen                             |
| Schiff       | Kanonen | Kommandant         | getötet  | verwundet | Insgesamt | Anmerkungen                             |
| ------------ | ------- | ------------------ | -------- | --------- | --------- | --------------------------------------- |
| Medway       | 60      | Henry Rosewell     |          |           |           | Flaggschiff von Commodore Edward Peyton |
| Preston      | 50      | George Carnegie    |          |           |           |                                         |
| Winchester   | 50      | Thomas Bertie      |          |           |           |                                         |
| Harwich      | 50      | Philip Carteret    |          |           |           |                                         |
| Medway Prize | 40      | Thomas Griffin     |          |           |           |                                         |
| Lively       | 20      | Nathaniel Stephens |          |           |           |                                         |

### Frankreich
| Schiff        | Kanonen | Kommandant     | Verluste | Verluste  | Verluste  | Anmerkungen                                              |
| Schiff        | Kanonen | Kommandant     | getötet  | verwundet | Insgesamt | Anmerkungen                                              |
| ------------- | ------- | -------------- | -------- | --------- | --------- | -------------------------------------------------------- |
| Achille       | 60      | Etienne d’Obry |          |           |           | Flaggschiff von Bertrand François Mahé de La Bourdonnais |
| Duc d’Orléans | 26      | de Champlais   |          |           |           |                                                          |
| Bourbon       | 36      | de Selle       |          |           |           |                                                          |
| Neptune       | 34      | de Porte Bûrés |          |           |           |                                                          |
| Phénix        | 34      | de la Chaisse  |          |           |           |                                                          |
| Saint Louis   | 30      | de Pellon      |          |           |           |                                                          |
| Lys           | 34      | de Dezert      |          |           |           |                                                          |
| Insulaire     | 28      | de la Baume    |          |           |           |                                                          |
| Renommée      | 30      | de Gatinaire   |          |           |           |                                                          |